# Nepaloridia
Nepaloridia là một chi bướm đêm thuộc họ Noctuidae.